# 葛川站
葛川站（：／ Kalch'ŏn yŏk */?）是朝鮮民主主義人民共和國南浦特别市葛川里的一個鐵路車站，属于平南线。

## 历史
- 1924年5月1日，落成启用。

## 邻近车站
平南线
龙冈站 - 葛川站 - 新南浦站